# Lâu đài Houska
Lâu đài Houska (tiếng Séc: Hrad Houska) là một lâu đài nằm cách Praha 47 km về phía bắc, tọa lạc ở làng Houska, huyện Česká Lípa, vùng Liberec, Cộng hòa Séc. Công trình này có tên trong danh sách các di tích văn hóa của Cộng hòa Séc.

## Lịch sử
Lâu đài Houska được xây dựng theo phong cách Gothic vào thế kỷ 13 dưới thời trị vì của Hoàng đế Přemysl Otakar II. Ban đầu, lâu đài được Hoàng đế Přemysl Otakar II sử dụng làm một trung tâm hành chính để có thể quản lý các điền trang hoàng gia rộng lớn. Sau đó, lâu đài dần trở thành tài sản của giới quý tộc. Trong giai đoạn 1584 - 1590, lâu đài được tái thiết theo phong cách thời Phục hưng.

## Truyền thuyết
Lâu đài Houska gắn liền với các truyền thuyết địa phương, chẳng hạn:
- Lâu đài Houska được xây dựng trên vùng đất có một trong những cánh cổng dẫn đến địa ngục. Việc xây dựng nhà nguyện lâu đài là để ngăn chặn những con quỷ tiến vào thế giới thực.[4]
- Tòa nhà được cho là bị ma ám, vì nhiều người khẳng định đã từng trải nghiệm những hiện tượng huyền bí ở đây.[5] Theo một truyền thuyết khác, một nhân vật bí ẩn trong chiếc mũ trùm đầu đã xuất hiện trong khu vực lâu đài Houska. Người này không có khuôn mặt và luôn theo dõi những kẻ gan dạ muốn đến thăm hoặc ngủ qua đêm ở lâu đài.[6]